# Lasiommata megera
La megera (Lasiommata megera (Linnaeus, 1767)) è un lepidottero diurno appartenente alla famiglia Nymphalidae, diffuso in Eurasia e Nordafrica.

## Descrizione
Specie di medie dimensioni , ha un’apertura alare tra i 4-5 cm.
La femmina di dimensioni maggiori rispetto al maschio è più chiara,  e si distingue principalmente per l’assenza della fascia scura sulle ali anteriori.
Il maschio territoriale , non accetta altri maschi della sua specie, la livrea delle ali è di color arancio , leopardato con fasce di color nocciola.

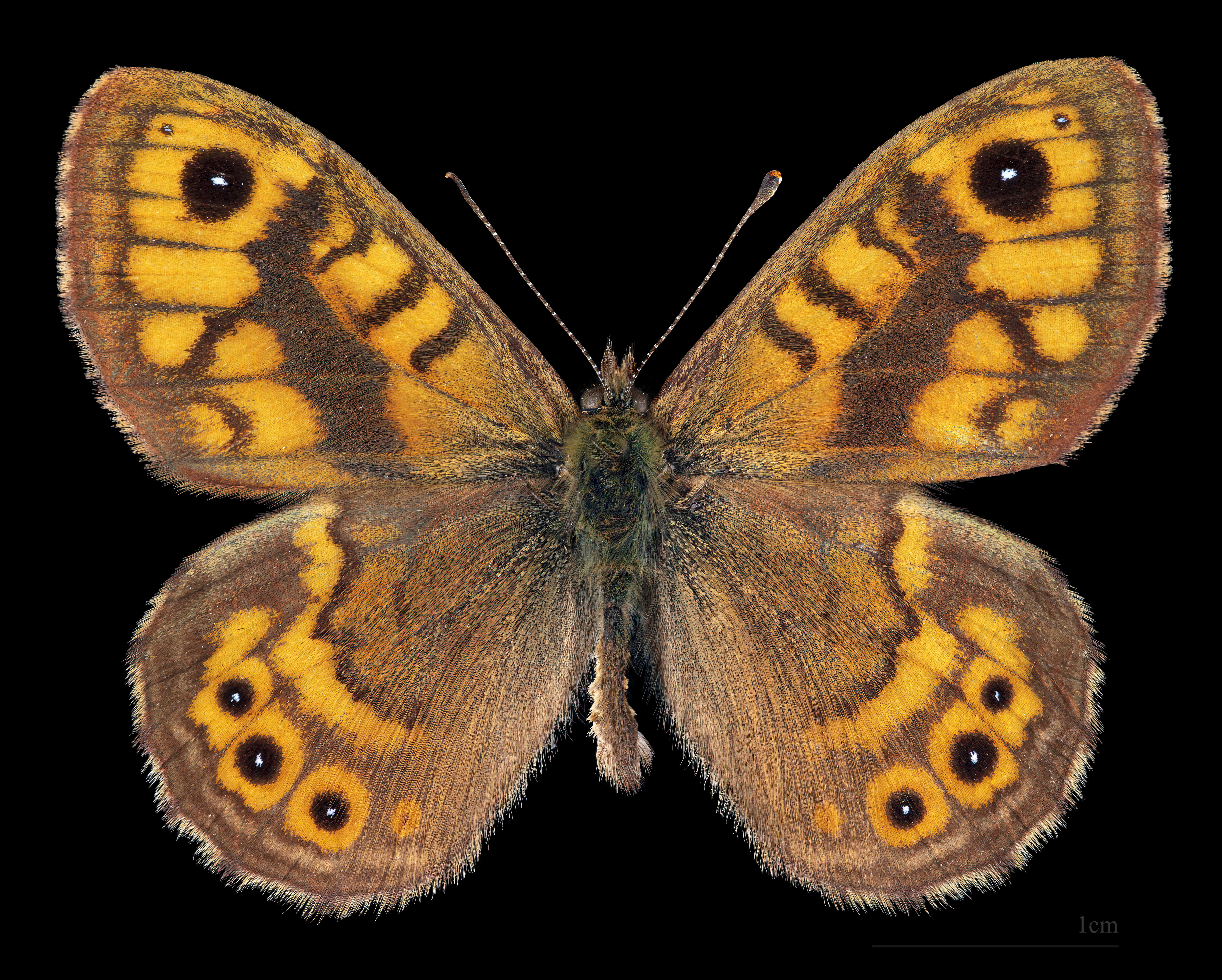
Lasiommata megera megera  ♂
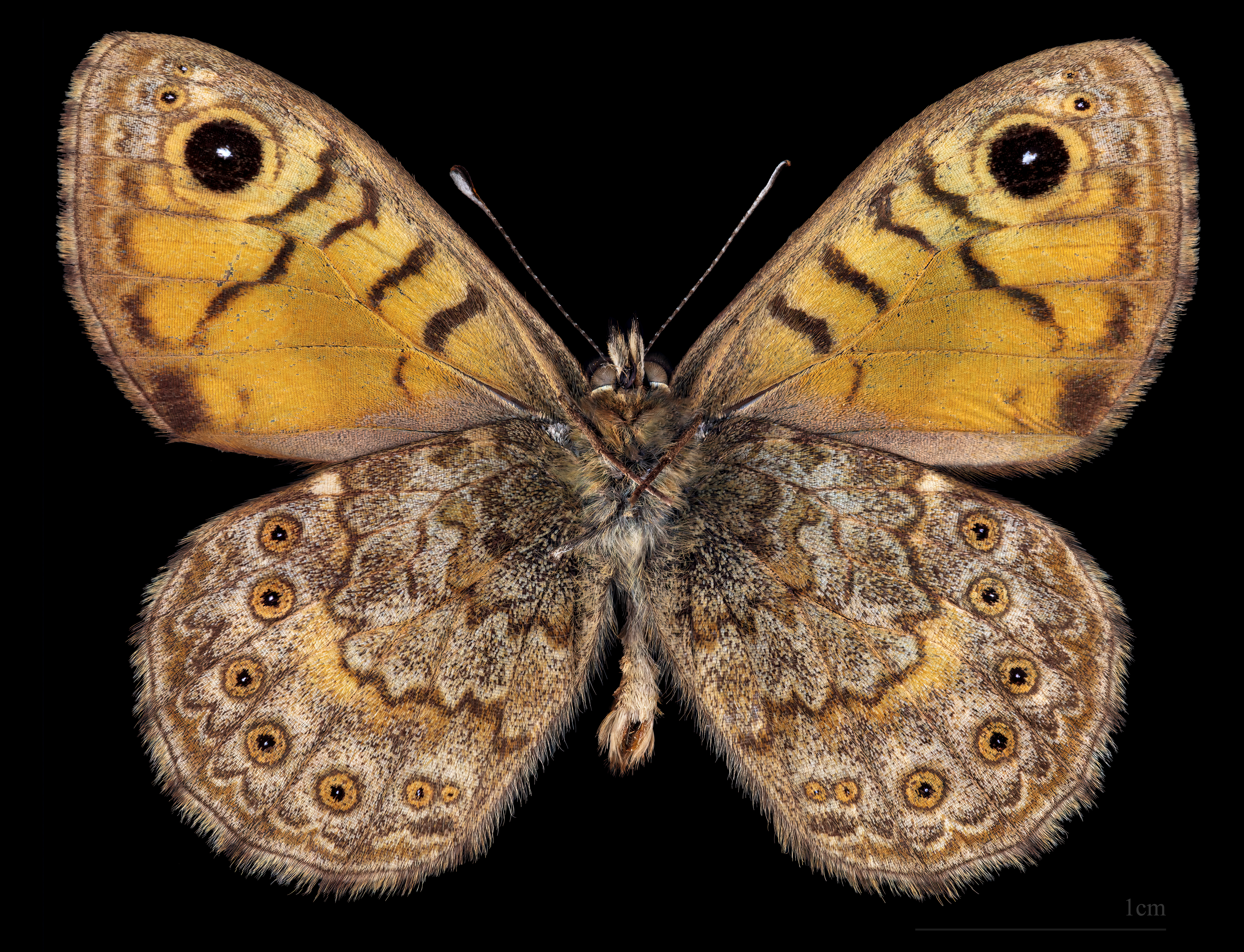
♂ △
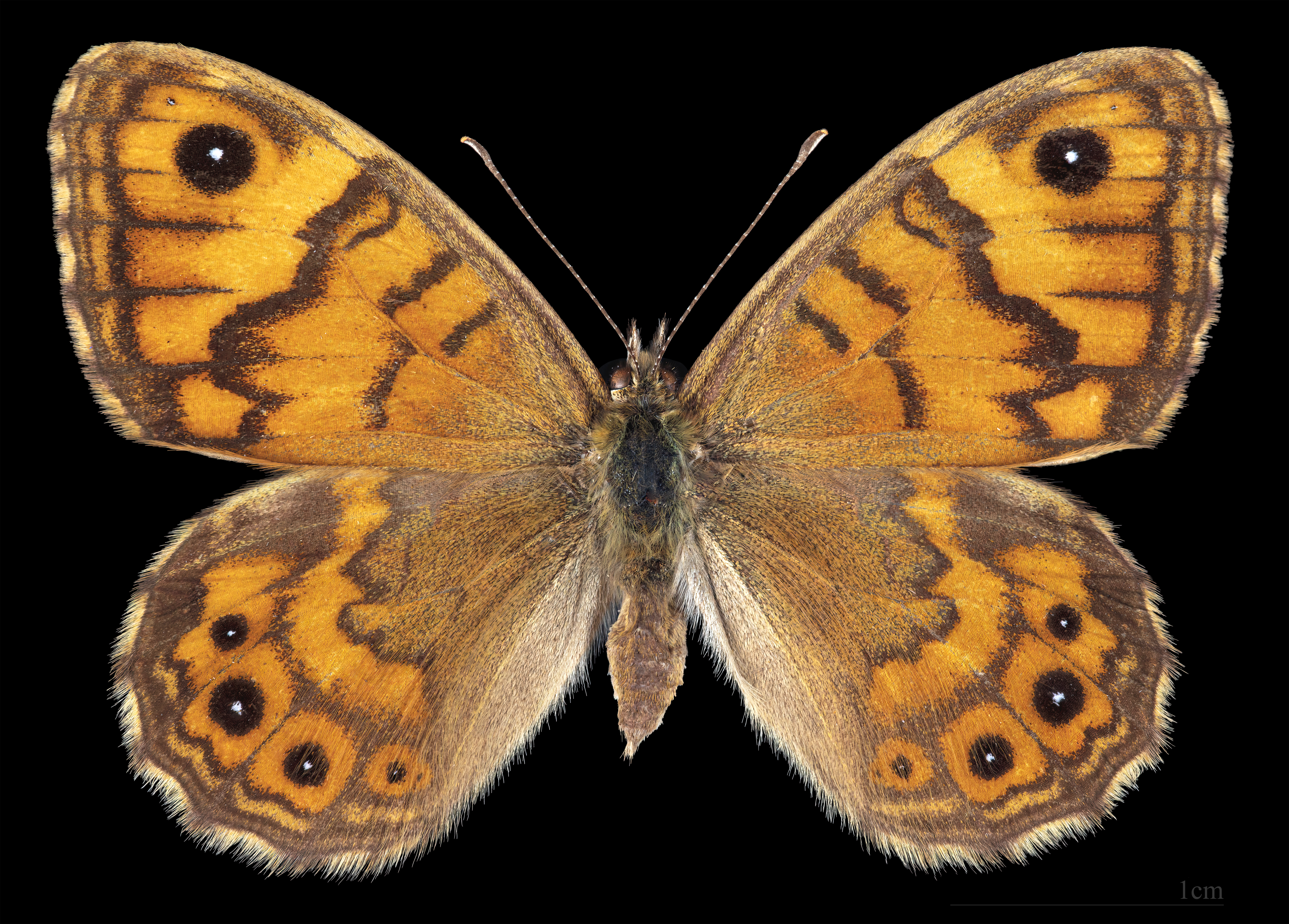
♀
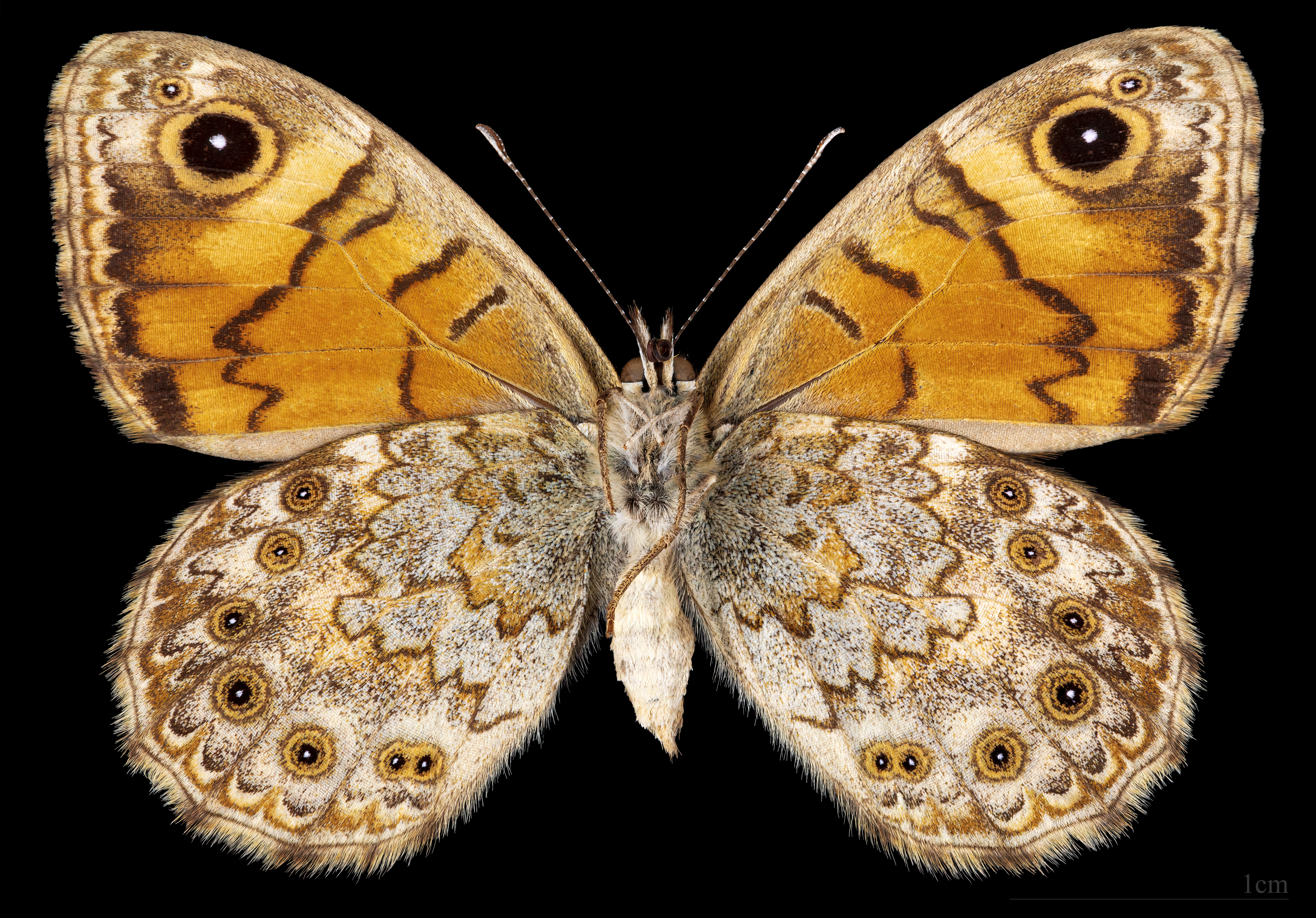
♀ △

## Biologia
Lo svernamento avviene allo stato larvale , ma al sud, in anni particolarmente favorevoli soprattutto lungo le coste,  gli adulti volano anche in pieno inverno . In genere gli sfarfallamenti avvengono tra febbraio e marzo compiendo più generazioni fino a ottobre e novembre.  Le uova di colore verde pallido , vengono deposte singolarmente sui ciuffi d’erba o nelle loro adiacenze , in genere essenze del genere Poa. Il bruco ha vita notturna, mentre di giorno resta nascosto tra o ciuffi d’erba.
È di colore verde percorso da linee bianche che si estendono longitudinalmente per tutta la sua lunghezza.
Il bruco si nutre di diversi tipi di Graminacee, soprattutto del genere Poa.
Gli adulti prediligono terreni aridi e sassosi soprattutto calcarei  , dove rimangono a prendere il sole soprattutto sulle rocce e su piccoli sentieri sterrati.

## Distribuzione e habitat
Tipica della macchia mediterranea è presente in Europa centrale e meridionale ,Nordafrica, Asia Minore, Russia, Iran. 
Vive in molteplici tipi di ambienti dalle coste ai campi coltivati , ai margini e di bosco dalla pianura ai 1500 m.

## Galleria d'immagini

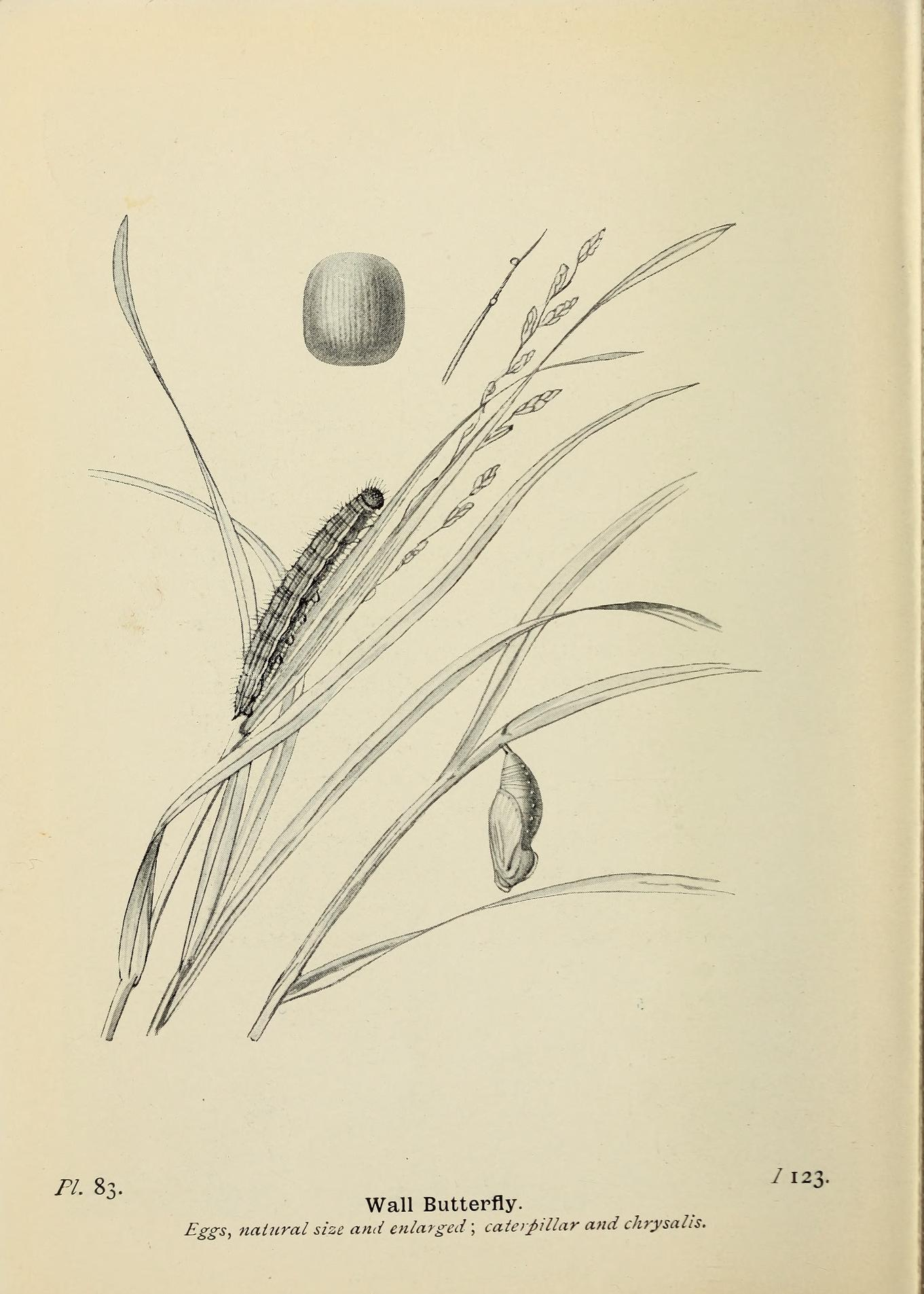
Ciclo vitale
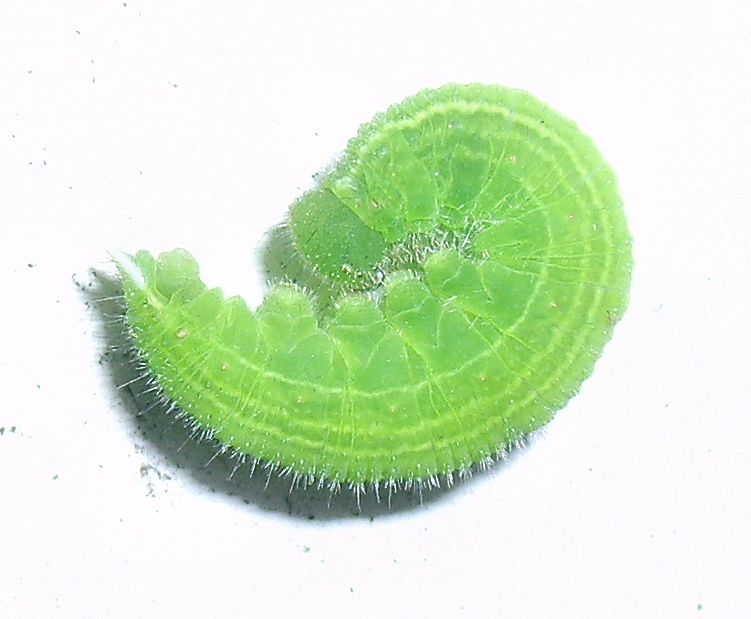
Larva
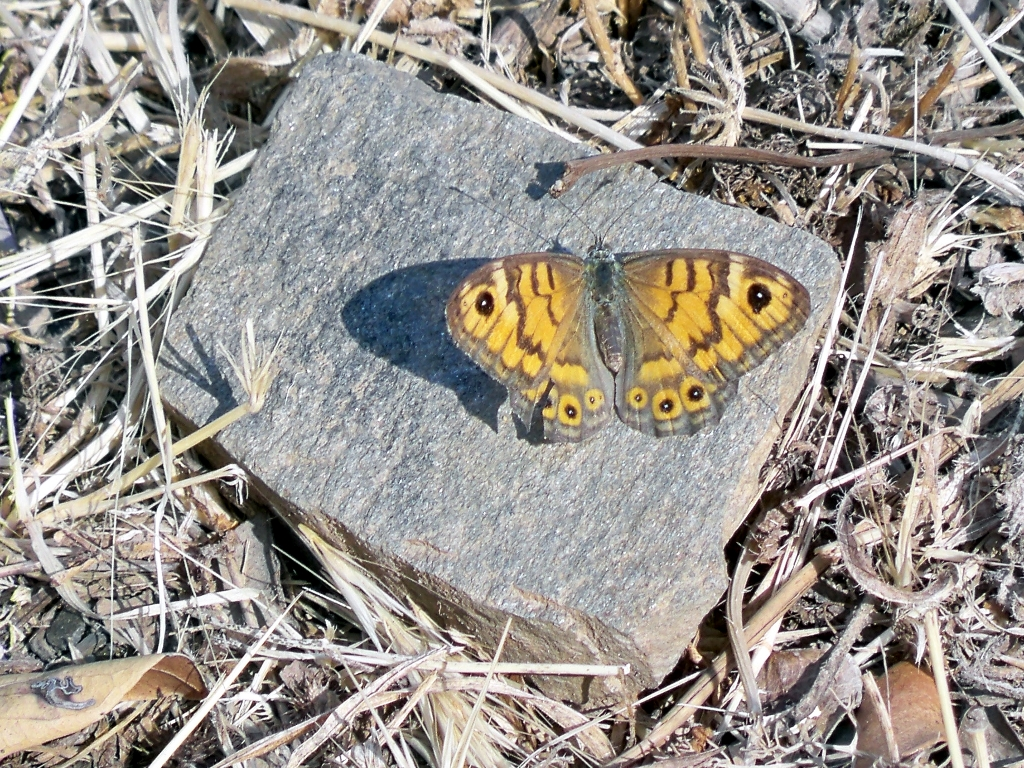
Femmina
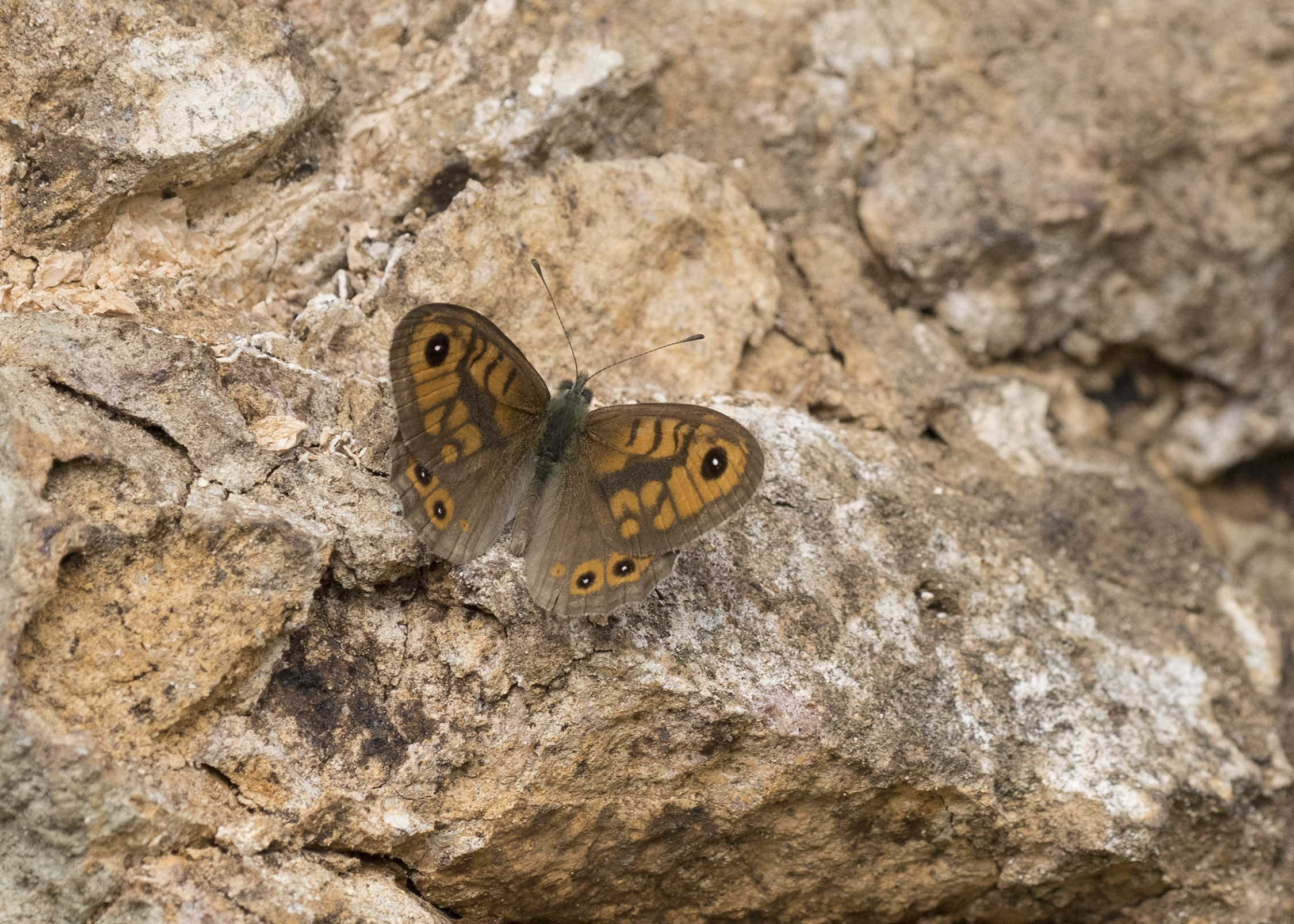
Maschio